# Монтеваго
Монтева̀го (на италиански: Montevago; на сицилиански: Muntivau, Мунтивау) е малко градче и община в Южна Италия, провинция Агридженто, автономен регион и остров Сицилия. Разположено е на 380 m надморска височина. Населението на общината е 3093 души (към 2010 г.).